# Антанайтис, Гинтаутас
Гинтаутас Антанайтис (лит. Gintautas Antanaitis) (10.10.1953 — 01.22.2013, Клайпейда) — литовский шашечный композитор. Двукратный чемпион Литвы по шашечной композиции (2007), серебряный (2011 — дважды, 2012) и бронзовый призёр (2008). Занимал пост секретаря Союза любителей шашечной композиции Литвы, затем временно исполняющим обязанности президента (2012).
Проживал в Клайпеде.
По профессии — моряк дальнего плавания.

## Биография
Из интервью:
«Однолетним мальчиком осиротел. Воспитывался государством. Окончил среднюю школу, мореходное училище. Получил диплом судоводитель — техник морских судов».
С 1974 года плавал на рыболовных судах, с 1993 — на торговых судах. Из интервью: «За 30-лет … избороздил практически весь мир, кроме Тихого и Индийского океанов». С 2004 — на берегу,
в дирекции Клайпедского государственного морского порта инспектором портнадзора
Женился, родились дети — сын и дочь.
Спортивная композиция
Первые публикации — в 1970-х годах.
Из интервью:
«Знакомство с шашками, шашечной композицией — произошло случайно. В 1967 г. весной, в одной из газет как-то меня привлекла шашечная диаграмма, но увы, это была задача на запирание. Не растерялся, попросил у учителя по физкультуре разъяснения, как решать такую задачу? Тот не смог, но зато объяснил правила игры. Вот с тех пор шашки — постижение тайн этой игры, её красоты и мудрости — стали моим хобби, досугом».
Двукратный чемпион Литвы (2007 в разделах проблемы-64, Дамочные Проблемы-64)
Трижды серебряный призёр (2011 в разделах проблемы-64, Этюды-64, 2012 в разделе Дамочные проблемы-100) и единожды бронзовый (2008 в разделе Миниатюры-100) национальных чемпионатов.